# Naturpark Obst-Hügel-Land
Der Naturpark Obst-Hügel-Land befindet sich im oberösterreichischen Voralpengebiet zwischen den Städten Wels und Eferding. Der Naturpark wurde am 30. April 2005 eröffnet und umfasst eine Fläche von insgesamt 2629,1 Hektar. Etwa zwei Drittel der Gesamtfläche der Gemeinden Scharten und St. Marienkirchen an der Polsenz gehören zum Naturpark Obst-Hügel-Land.

## Beschreibung
Der Reiz des Naturparkes liegt in der hohen Dichte der Obstbaumbestände. Neben der Mosterzeugung besitzen die Obstbäume in dem sehr rutschungsgefährdeten Schliergebiet zudem große Bedeutung aufgrund ihrer hangstabilisierenden Wirkung. Die Streuobstwiesen bieten durch die Kombination von Bäumen und Wiesen den Lebensraum für eine besonders große Vielfalt von Tierarten. Viele seltene oder vom Aussterben bedrohte Insekten und Vögel sind auf diese ökologische Nische angewiesen.
Ziel des Naturparks ist, den Naturraum mit seinen Obstbaumwiesen, -zeilen und -alleen durch nachhaltige Nutzung in seiner Vielfalt und Schönheit zu sichern und die durch Jahrhunderte geprägte Kulturlandschaft zu erhalten.

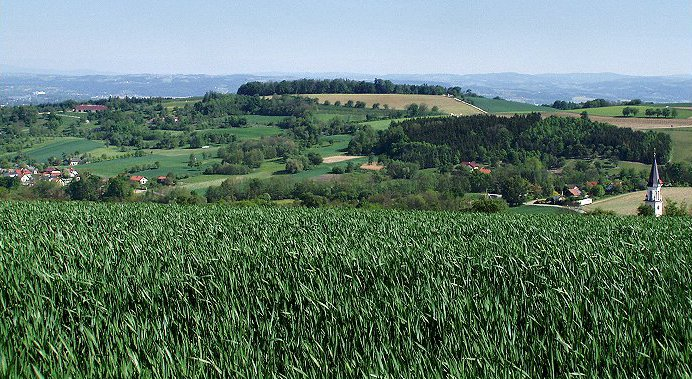
Naturpark Obst-Hügel-Land (Scharten)
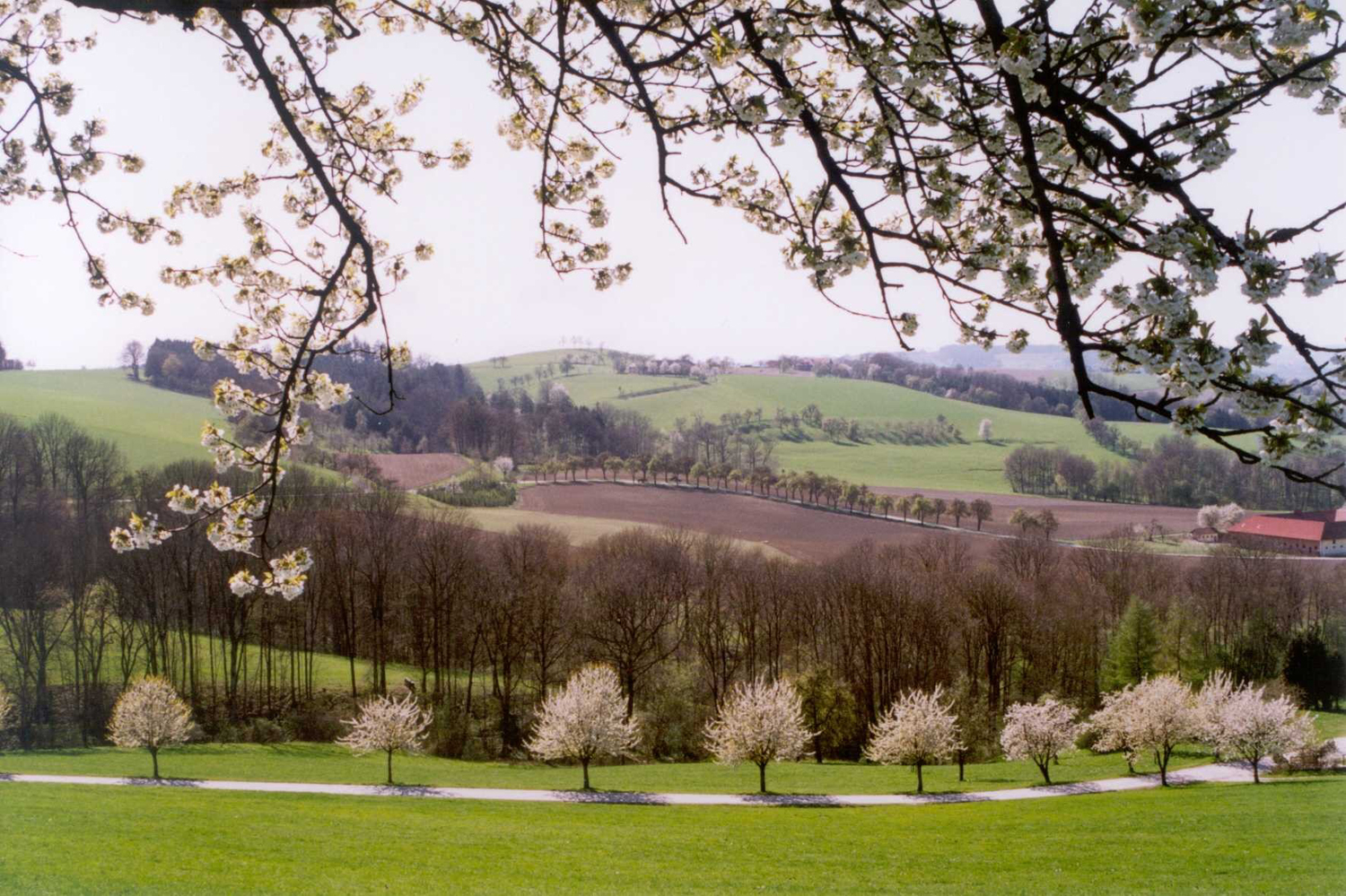
Kirschbaumallee im Naturpark Obst-Hügel-Land
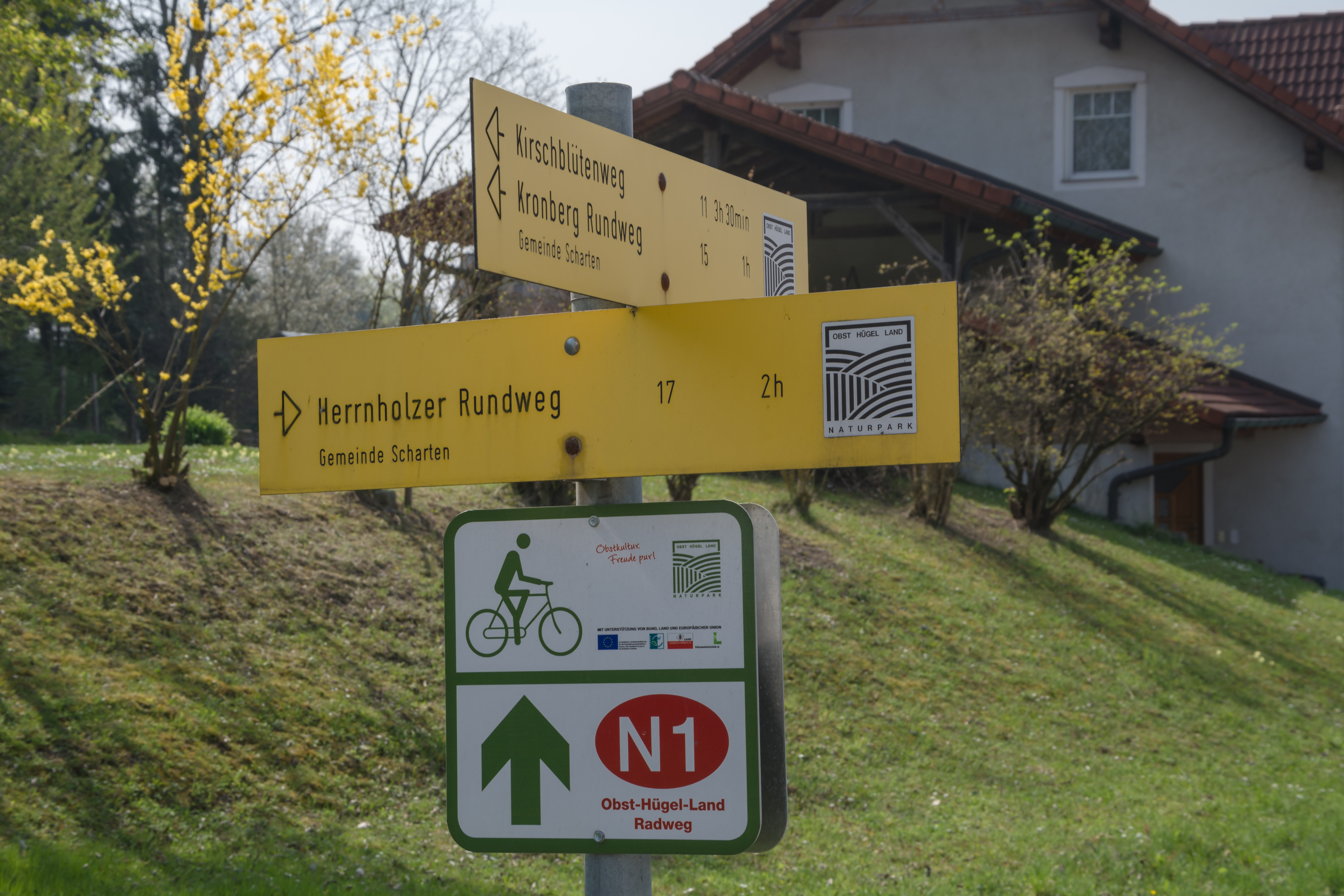
Wanderwege im Obst-Hügel-Land
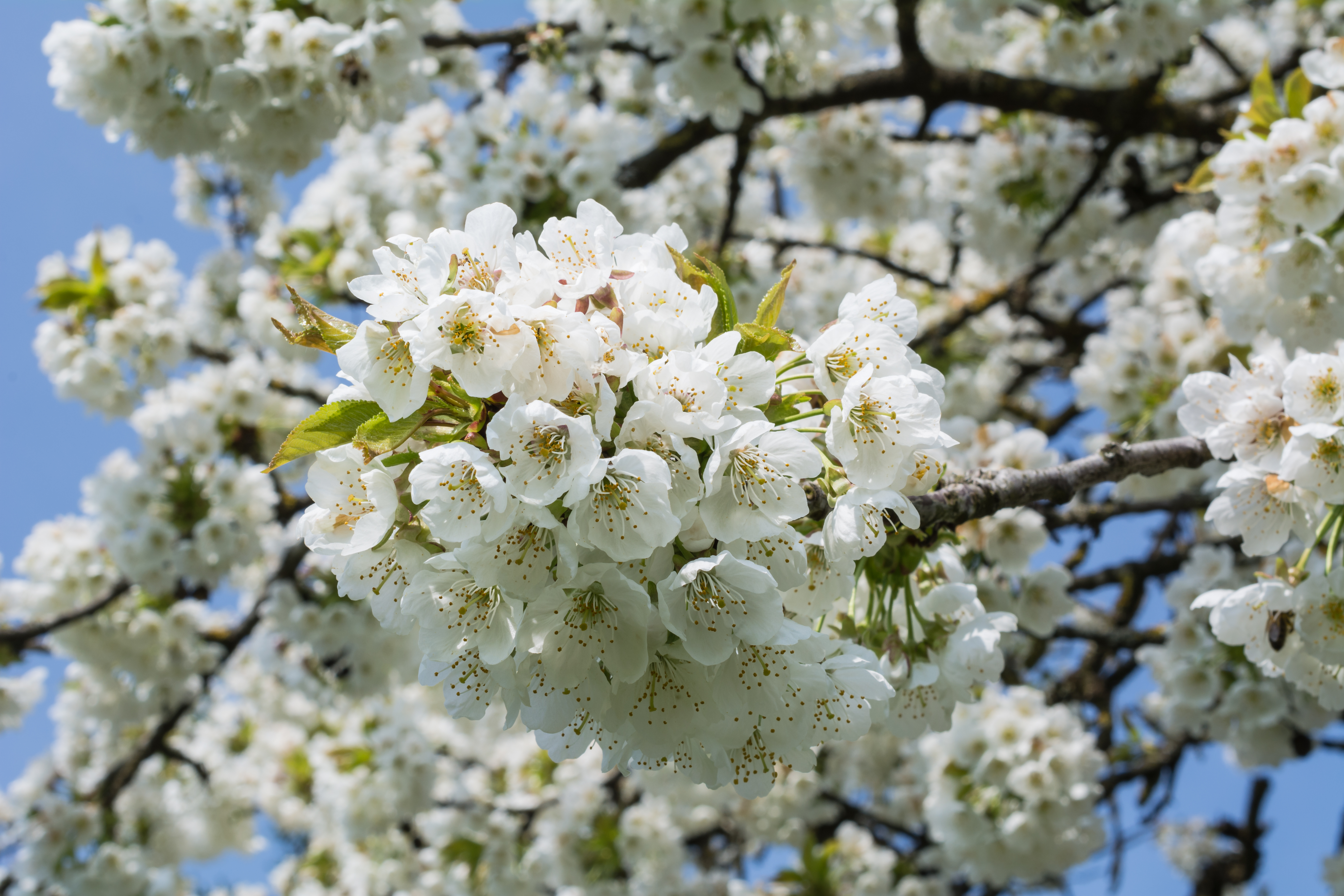
Die Kirschblüte – einer der Höhepunkte des Jahres im Naturpark

## Auszeichnungen
Der Naturpark Obst-Hügel-Land wurde vom Verband der Naturparke Österreichs als Naturpark des Jahres 2009 ausgezeichnet. Er ist nach Landesverordnung als Landschaftsschutzgebiet im Sinn des § 11 des Oberösterreichischen Naturschutzgesetzes ausgewiesen – der Begriff des Naturparks ist in Oberösterreich in den des Landschaftsschutzgebiets integriert.

## Sehenswürdigkeiten
- Das Mostmuseum in St. Marienkirchen an der Polsenz ist im rund 350 Jahre alten, renovierten Getreidespeicher der Pfarre untergebracht.
- Liste der denkmalgeschützten Objekte in Scharten
- Liste der denkmalgeschützten Objekte in St. Marienkirchen an der Polsenz

## Freizeit
- Großteils barrierefreie Rundwege laden von Frühjahr bis Herbst zu Wanderungen ein.[3]